# 657
El 657 (DCLVII) fou un any comú començat en diumenge del calendari julià.

## Esdeveniments
- Es publica una enciclopèdia mèdica a la Xina.[1]

## Necrològiques
- Eugeni I, papa.[2]
- Talorgan I, rei dels pictes.[3]